# Predicato (logica)
In logica, un predicato è un simbolo che rappresenta una proprietà o una relazione. Ad esempio, nella formula del primo ordine {\displaystyle P(a)}, il simbolo P è un predicato che si applica alla costante a. Allo stesso modo, nella formula {\displaystyle R(a,b)}, R è un predicato che si applica alle costanti {\displaystyle a} e {\displaystyle b}.
Nella semantica della logica, i predicati sono interpretati come relazioni. Ad esempio, in una semantica standard per la logica del primo ordine, la formula {\displaystyle R(a,b)} sarebbe vera rispetto ad un'interpretazione se le entità denotate da {\displaystyle a} e {\displaystyle b} stessero nella relazione indicata da R. Poiché i predicati sono simboli non logici, essi possono denotare relazioni diverse a seconda dell'interpretazione adottata. Mentre la logica del primo ordine include solo predicati che si applicano a costanti individuali, altre logiche possono consentire predicati che si applicano ad altri predicati.

## Predicati in differenti sistemi
- Nella logica proposizionale, le formule atomiche sono talvolta considerate predicati di livello zero, cioè privi di argomenti e quindi aventi arietà nulla.[1]
- Nella logica del primo ordine, un predicato forma una formula atomica quando è applicato ad un numero appropriato di termini.
- Nella teoria degli insiemi con legge del terzo escluso, i predicati sono intesi come funzioni caratteristiche o funzioni indicatrici di insiemi (cioè, funzioni da un elemento di un insieme a un valore di verità). La notazione del costruttore di insiemi[2] fa uso di predicati per definire gli insiemi.
- Nella logica autoepistemica, che rifiuta la legge del terzo escluso , i predicati possono essere veri, falsi o semplicemente sconosciuti. In particolare, una determinata collezione di fatti può essere insufficiente per determinare la verità o la falsità di un predicato.
- Nella logica fuzzy, i predicati sono le funzioni caratteristiche di una distribuzione di probabilità. In altre parole, la rigorosa valutazione binaria del predicato  (in termini di vero/falso) è sostituita da una quantità interpretata come grado di verità.